# Кузман Мунчић
Кузман Мунчић (Велика Кикинда,1828 — Велики Бечкерек, 18. децембар 1896) био је српски правник, велепоседник и добротвор.

## Биографија

### Образовање
Основну школу завршио је у родној Великој Кикинди, а гимназију у Темишвару. Студије права почео је у Пешти, али је био приморан да их прекине пошто је 1848. године избила револуција. Прелази у Србију, да би после Буне студије наставио у Бечу, где је и дипломирао.

### Каријера
Прво намештење добио је у Темишвару, где је радио у Врховном суду. Одатле је премештен у Окружни суд у Великом Бечкереку. Када се 1855. године оженио Емилијом - Милком, ћерком велепоседника Јакова - Јаше Векецког из Јарковца, напустио је службу, преселио се у Јарковац, и водио економију на породичном имању. Са супругом се 1869. године вратио у Велики Бечкерек и ту живео до смрти такође у Јашиној кући. Великокикиндски календар "Орао", објавио је портрете племенитих супружника Мунчића 1898. године. Бечкеречки парох Жарко Стакић објавио је 1897. године у црквеном листу "Реч над самртним одром", коју је изговорио на сахрани Кузмановој.

### Добротворна делатност брачног пара Мунчић
Кузман је био више година црквени одборник и председник бечкеречке српске православне црквене општине. Као црквени старатељ исте црквене општине, тежио је да поправи њено материјално стање. Под старе дане, као старатељ надзирао радове на великој црквено-општинској кући у "главној улици", у Бечкереку. Тај црквени дом (који се налази на углу, око и изнад данашње зрењанинске главне апотеке) започет у првој половини 1895. године коштао је око 53.000 форинти.
Велики народни добротвор постаје следеће године, када опоруком од 8. новембра 1896. године цело имање - 217 јутара оранице, вредно око 80.000 форинти, оставио је у добротворне сврхе. Од те земље је за њеног живота приходе узимала удовица Емилија, на којој је остало да одреди циљ задужбине. Емилија је ускоро основала "Фонд за издржавање сиротих српских православних девојака". Њихова фондација опредељена за стипендије је започела рад 1905. године.
Супруга Емилија Мунчић годинама бавила се добротворним радом. Била је прва председница Добротворне задруге Српкиња у Бечкереку, основане 1884. године. Још 1878. године као овлашћена од стране угарске државе, скупљала је по Банату прилоге за рањенике у Србији. За време Српско-бугарског рата 1885. организовала је прикупљање и слање санитетског материјала за 3.000 рањеника након битке код Сливнице. Због тога ју је краљ Милан Обреновић годину дана касније одликовао медаљом краљице Наталије.
Захвљујући залагању Мунчића отворено је прво српско забавиште у граду, смештено у црквеној порти, у згради црквене општине. Помагали су и рад Српске великобечкеречке читаонице. Након Кузманове смрти Емилија се преселила у Кикинду, где је и умрла 1904. године.  Тестаментом је кућу, земљу и велику суму новца завештала у просветне добротворне сврхе.